# Serie A1 1985-1986 (pallacanestro femminile)
Il campionato di Serie A1 di pallacanestro femminile 1985-1986 è stato il cinquantacinquesimo organizzato in Italia.
La Primigi Vicenza vince il suo decimo titolo, quinto consecutivo, battendo nelle due gare di finale la Deborah Milano.

## Stagione

### Novità
Nella stagione precedente Nuova Partenio Avellino, Caserta e S.S. Roma sono retrocesse in Serie A2. Il loro posto è stato preso dalle promosse Basket Ferrara, Gragnano e GEAS.

#### Aggiornamenti
La Carisparmio Avellino è ripescata al posto della Filati Crosa Spinea, che rinuncia al campionato.

### Formula
Nella prima fase, le sedici società vengono divise in due gironi da otto, con partite di andata e ritorno. Le prime quattro di ogni girone si classificano per la Poule finale, le ultime quattro per la Poule recupero. Nella seconda fase, vengono conteggiati anche i risultati della prima e ogni squadra disputa sedici incontri, fra andata e ritorno, con le squadre dell'altro gruppo della prima fase, per un totale di 30 partite. Dopo la stagione regolare, le ultime due della Poule recupero retrocedono in Serie A2, le squadre classificatesi dal terzo al sesto posto si incontrano in uno spareggio salvezza a quattro per decidere la terza retrocessione. Da questo spareggio vengono fuori anche le due squadre che si aggiungono alle prime due che si giocano il titolo ai play-off contro le squadre della Poule finale, con ottavi, quarti, semifinali e finali al meglio di cinque gare considerando i risultati ottenuti in stagione.

## Prima fase

### Girone A

#### Classifica
|  | Pos. | Squadra               | Pt | G  | V  | P  | PtF  | PtS  |
|  | ---- | --------------------- | -- | -- | -- | -- | ---- | ---- |
|  | 1.   | Primigi Vicenza       | 28 | 14 | 14 | 0  | 1124 | 841  |
|  | 2.   | Sidis Ancona          | 20 | 14 | 10 | 4  | 1089 | 932  |
|  | 3.   | Deborah Milano        | 20 | 14 | 10 | 4  | 1043 | 968  |
|  | 4.   | Felisatti Ferrara     | 16 | 14 | 8  | 6  | 858  | 875  |
|  | 5.   | Lanerossi Schio       | 8  | 14 | 4  | 10 | 937  | 976  |
|  | 6.   | Ibici Busto Arsizio   | 8  | 14 | 4  | 10 | 882  | 1017 |
|  | 7.   | Confedercoop Gragnano | 6  | 14 | 3  | 11 | 837  | 1026 |
|  | 8.   | Omsa Faenza           | 6  | 14 | 3  | 11 | 885  | 1020 |

Legenda:
      Ammesse alla Poule finale.
      Ammesse alla Poule recupero.
Regolamento:
Due punti a vittoria, zero a sconfitta.
In caso di parità di punteggio, contano gli scontri diretti e la classifica avulsa.

### Girone B

#### Classifica
|  | Pos. | Squadra                              | Pt | G  | V  | P  | PtF  | PtS  |
|  | ---- | ------------------------------------ | -- | -- | -- | -- | ---- | ---- |
|  | 1.   | Bata Viterbo                         | 24 | 14 | 12 | 2  | 1008 | 882  |
|  | 2.   | Spaghetti Express Sesto San Giovanni | 20 | 14 | 10 | 4  | 1073 | 938  |
|  | 3.   | Unimoto Cesena                       | 20 | 14 | 10 | 4  | 1000 | 949  |
|  | 4.   | Latte Carso Trieste                  | 14 | 14 | 7  | 7  | 970  | 983  |
|  | 5.   | Ginnastica Comense                   | 12 | 14 | 6  | 8  | 935  | 877  |
|  | 6.   | Starter Parma                        | 12 | 14 | 6  | 8  | 915  | 916  |
|  | 7.   | Despar Pescara                       | 6  | 14 | 3  | 11 | 990  | 1131 |
|  | 8.   | Carisparmio Avellino                 | 4  | 14 | 2  | 12 | 907  | 1122 |

Legenda:
      Ammesse alla Poule finale.
      Ammesse alla Poule recupero.
Regolamento:
Due punti a vittoria, zero a sconfitta.
In caso di parità di punteggio, contano gli scontri diretti e la classifica avulsa.

## Seconda fase

### Poule scudetto

#### Classifica
|  | Pos. | Squadra                              | Pt | G  | V  | P  | PtF  | PtS  |
|  | ---- | ------------------------------------ | -- | -- | -- | -- | ---- | ---- |
|  | 1.   | Primigi Vicenza                      | 56 | 30 | 28 | 2  | 1105 | 939  |
|  | 2.   | Deborah Milano                       | 46 | 30 | 23 | 7  | 1280 | 1116 |
|  | 3.   | Bata Viterbo                         | 44 | 30 | 22 | 8  | 1046 | 954  |
|  | 4.   | Sidis Ancona                         | 42 | 30 | 21 | 9  | 1113 | 942  |
|  | 5.   | Spaghetti Express Sesto San Giovanni | 36 | 30 | 18 | 12 | 1088 | 1100 |
|  | 6.   | Unimoto Cesena                       | 30 | 30 | 15 | 15 | 1002 | 1078 |
|  | 7.   | Felisatti Ferrara                    | 26 | 30 | 13 | 17 | 1062 | 1083 |
|  | 8.   | Latte Carso Trieste                  | 22 | 30 | 11 | 19 | 1104 | 1199 |

Legenda:
      Campionessa d'Italia.
      Ammesse ai quarti dei play-off.
      Ammesse agli ottavi dei play-off.
Regolamento:
Due punti a vittoria, zero a sconfitta.
In caso di parità di punteggio, contano gli scontri diretti e la classifica avulsa.

### Poule recupero

#### Classifica
|  | Pos. | Squadra               | Pt | G  | V  | P  | PtF  | PtS  |
|  | ---- | --------------------- | -- | -- | -- | -- | ---- | ---- |
|  | 1.   | Ginnastica Comense    | 32 | 30 | 16 | 14 | 1052 | 1026 |
|  | 2.   | Ibici Busto Arsizio   | 30 | 30 | 15 | 15 | 1189 | 1080 |
|  | 3.   | Confedercoop Gragnano | 22 | 30 | 11 | 19 | 999  | 1074 |
|  | 4.   | Starter Parma         | 22 | 30 | 11 | 19 | 1102 | 1112 |
|  | 5.   | Lanerossi Schio       | 22 | 30 | 11 | 19 | 1058 | 1090 |
|  | 6.   | Omsa Faenza           | 22 | 30 | 11 | 19 | 1170 | 1176 |
|  | 7.   | Despar Pescara        | 18 | 30 | 9  | 21 | 1004 | 1090 |
|  | 8.   | Carisparmio Avellino  | 10 | 30 | 5  | 25 | 1102 | 1417 |

Legenda:
      Ammesse agli ottavi dei play-off.
      Ammesse agli spareggi salvezza.
      Retrocessa in Serie A2 1986-1987.
Regolamento:
Due punti a vittoria, zero a sconfitta.
In caso di parità di punteggio, contano gli scontri diretti e la classifica avulsa.

## Terza fase

### Spareggi salvezza
Disputati a Marsciano:

#### Classifica
|  | Pos. | Squadra               | Pt | G | V | P | PtF | PtS |
|  | ---- | --------------------- | -- | - | - | - | --- | --- |
|  | 1.   | Confedercoop Gragnano | 4  | 3 | 2 | 1 | 224 | 188 |
|  | 2.   | Starter Parma         | 4  | 3 | 2 | 1 | 209 | 203 |
|  | 3.   | Lanerossi Schio       | 2  | 3 | 1 | 2 | 182 | 204 |
|  | 4.   | Omsa Faenza           | 2  | 3 | 1 | 2 | 201 | 221 |

Legenda:
      Ammesse agli ottavi dei play-off.
      Retrocessa in Serie A2 1986-1987.
Regolamento:
Due punti a vittoria, zero a sconfitta.
In caso di parità di punteggio, contano gli scontri diretti e la classifica avulsa.

#### Risultati
|                       | GRA | PAR   | SCH   | FAE   |
| --------------------- | --- | ----- | ----- | ----- |
| Confedercoop Gragnano |     | 83–70 | 73–49 | 68–69 |
| Starter Parma         |     |       | 62–57 | 77–63 |
| Lanerossi Schio       |     |       |       | 76–69 |
| Omsa Faenza           |     |       |       |       |

### Playoff
Ottavi di finale:
- Ginnastica Comense-Latte Carso Trieste: 77-68, 65-63
- Unimoto Cesena-Confedercoop Gragnano: 79-57, 72-86[2]
- Felisatti Ferrara-Ibici Busto Arsizio: 70-68, 68-66
- Spaghetti Express Sesto San Giovanni-Starter Parma: 69-62, 72-64

|  | Quarti di finale | Quarti di finale   | Quarti di finale   | Quarti di finale | Quarti di finale |  |  | Semifinali         | Semifinali         | Semifinali         | Semifinali     | Semifinali     |    |    | Finale          | Finale          | Finale          | Finale | Finale |  |
|  |                  |                    |                    |                  |                  |  |  |                    |                    |                    |                |                |    |    |                 |                 |                 |        |        |  |
|  | 1                | Primigi Vicenza    | Primigi Vicenza    | 66               | 78               |  |  |                    |                    |                    |                |                |    |    |                 |                 |                 |        |        |  |
|  | 1r               | Ginnastica Comense | Ginnastica Comense | 55               | 61               |  |  | Primigi Vicenza    | Primigi Vicenza    | Primigi Vicenza    | 71             | 72             |    |    |                 |                 |                 |        |        |  |
|  | 4                | Sidis Ancona       | Sidis Ancona       | 54               | 69               |  |  | Express Sesto S.G. | Express Sesto S.G. | Express Sesto S.G. | 60             | 62             |    |    |                 |                 |                 |        |        |  |
|  | 5                | Express Sesto S.G. | Express Sesto S.G. | 57               | 71               |  |  |                    |                    |                    |                |                |    |    | Primigi Vicenza | Primigi Vicenza | Primigi Vicenza | 72     | 65     |  |
|  | 2                | Deborah Milano     | Deborah Milano     | 91               | 84               |  |  |                    |                    | Deborah Milano     | Deborah Milano | Deborah Milano | 54 | 64 |                 |                 |                 |        |        |  |
|  | 7                | Felisatti Ferrara  | Felisatti Ferrara  | 66               | 75               |  |  | Deborah Milano     | Deborah Milano     | 77                 | 72             | 89             |    |    |                 |                 |                 |        |        |  |
|  | 3                | Bata Viterbo       | Bata Viterbo       | 73               | 83               |  |  | Bata Viterbo       | Bata Viterbo       | 75                 | 88             | 75             |    |    |                 |                 |                 |        |        |  |
|  | 3r               | Conf. Gragnano     | Conf. Gragnano     | 48               | 67               |  |  |                    |                    |                    |                |                |    |    |                 |                 |                 |        |        |  |

## Verdetti
- Campione d'Italia:  Primigi Vicenza
Formazione:[3] Paola Barocco, Laura Biondani, Cappa, Mara Fullin, Lidia Gorlin, Janice Lawrence, Stefania Passaro, Katia Peruzzo, Valentina Peruzzo, Catarina Pollini, Stefania Stanzani. Allenatore: Aldo Corno.
- Retrocessioni in Serie A2: Despar Pescara e Carisparmio Avellino; Omsa Faenza è successivamente ripescata al posto di Ottaviano